# Grumman G-65 Tadpole
Grumman G-65 Tadpole byl americký lehký obojživelný letoun navržený a vyrobený společností Grumman. Vznikl jen jeden prototyp, a k sériové výrobě nedošlo. David Thurston později na jeho základě vyvinul rodinu obojživelných letadel.

## Vznik a vývoj
G-65 Tadpole byl navržen konstrukční skupinou pod vedením Hanka Kurta v rámci plánů společnosti Grumman na nalezení výrobního programu po skončení druhé světové války. Jednalo se o dvou- až třímístný samonosný hornoplošník se zatahovacím podvozkem příďového typu. Pohonnou jednotku představoval motor Continental C125 o výkonu 125 hp (93 kW) instalovaný nad zadní částí trupu, který poháněl tlačnou vrtuli. Kurt se strojem poprvé vzlétl 7. prosince 1944. Ačkoliv u společnosti Grumman k dalšímu vývoji nedošlo, jeden z členů vývojového týmu, David Thurston, později projekt vyvinul do rodiny obojživelných letounů, zahrnující typy Colonial Skimmer a Lake Buccaneer.

## Hlavní technické údaje
- Rozpětí: 10,67 m
- Délka: 7,16 m
- Výška: 2,51 m
- Plocha křídla: 14,40 m²
- Prázdná hmotnost: 658 kg
- Max. vzletová hmotnost: 953 kg
- Plošné zatížení: 66,2 kg/m²
- Max. rychlost v 0 m: 201 km/h
- Cestovní rychlost: 166 km/h